# Šanov nad Jevišovkou

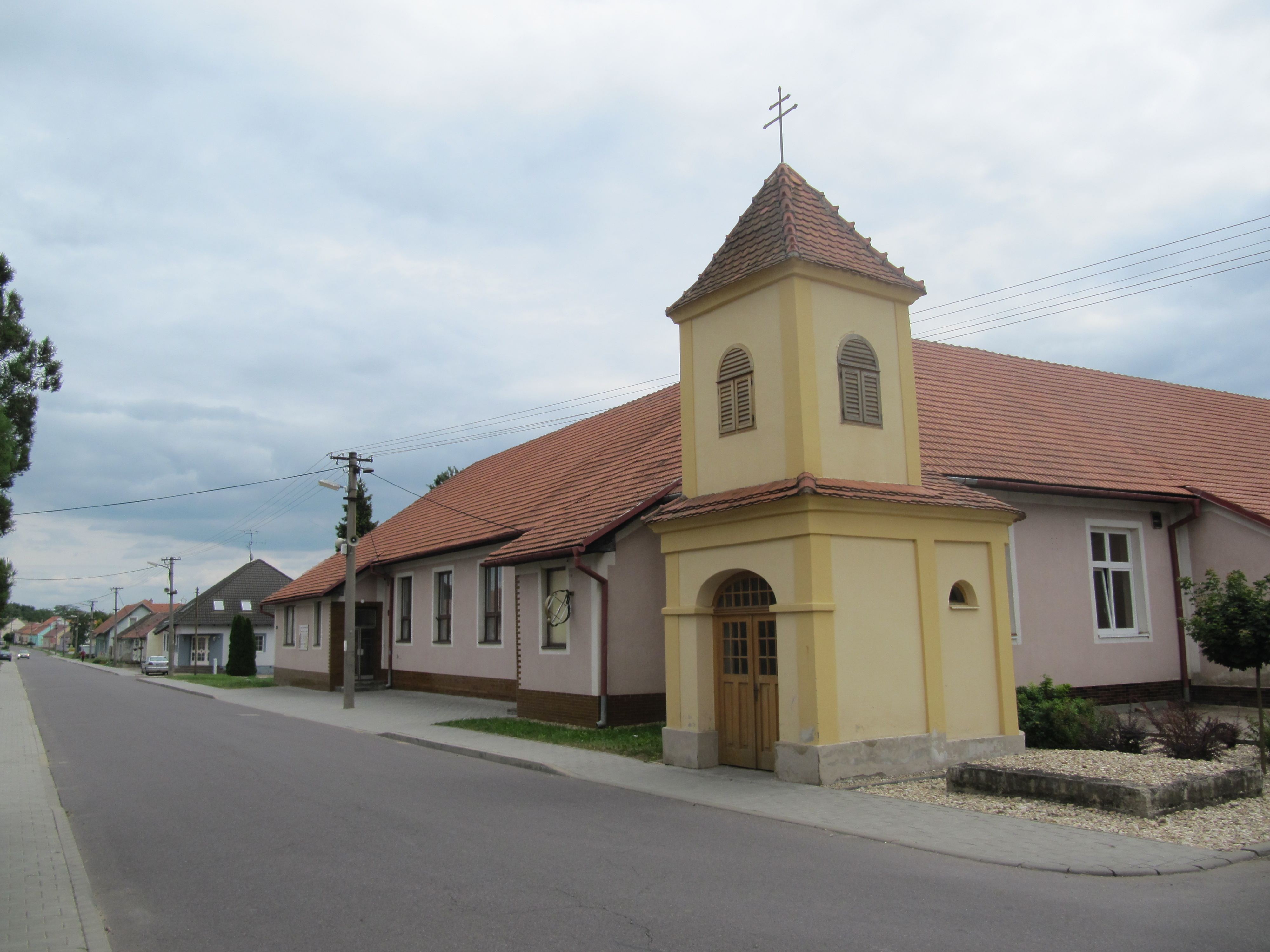
Hauptstraße und Kapelle der Jungfrau Maria und des hl. Wenzel

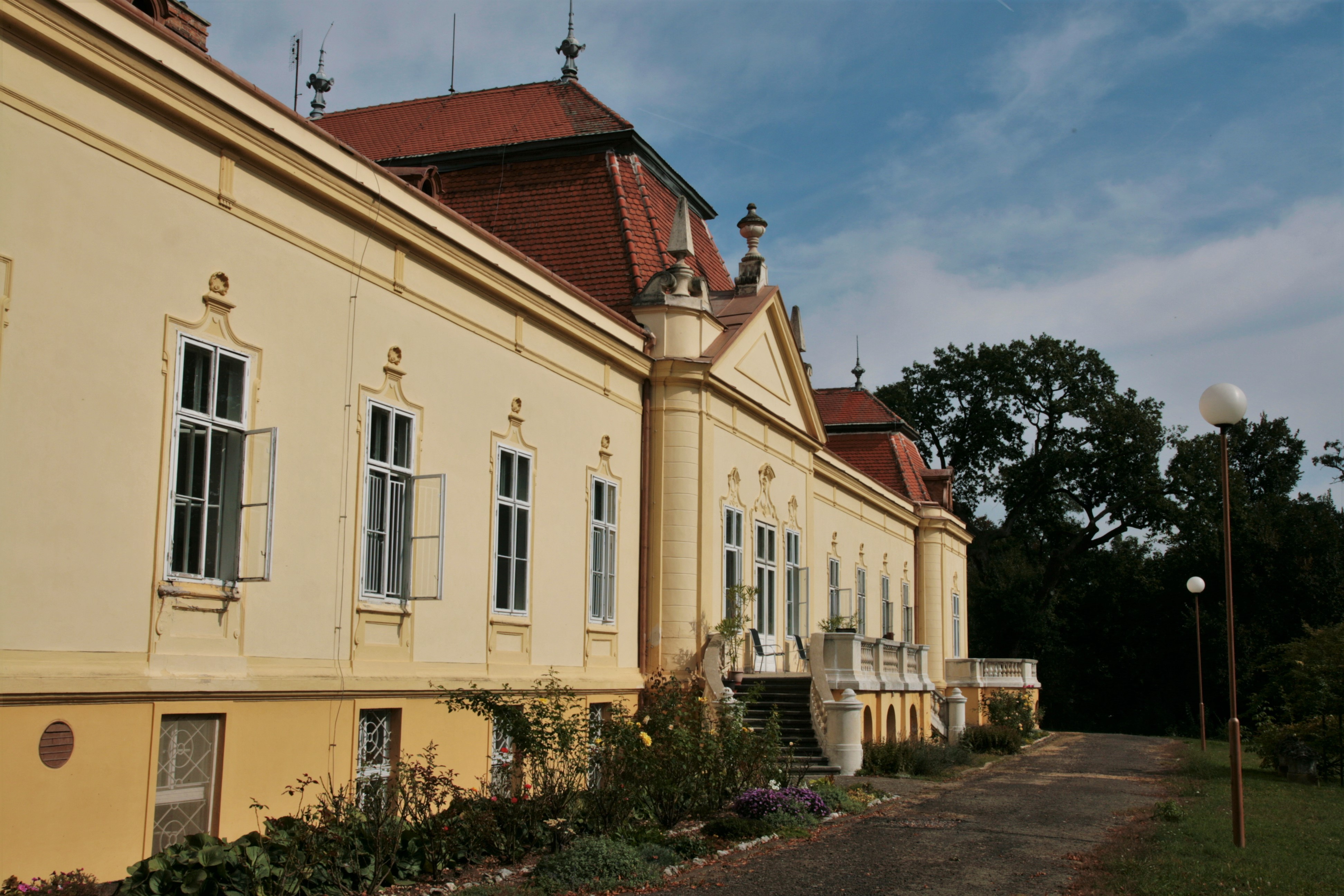
Schloss Emmahof

Šanov (deutsch Schönau) ist eine Gemeinde in Südmähren (Tschechien). Der Ort liegt 20 km nördlich der österreichischen Grenze.

## Geographie
Šanov liegt nahe dem Kreuzungspunkt der Bahnstrecken Hevlín–Brno und Břeclav–Znojmo (Lundenburg-Znaim). Es schließt unmittelbar westlich an Hrabětice an und liegt 3,5 km südlich von Hrušovany nad Jevišovkou. Der Ort ist als Reihendorf angelegt worden.
Nachbardörfer sind Hrabětice (Grafendorf) im Osten und Hrušovany nad Jevišovkou (Grusbach) in Norden.

## Geschichte
Die "ui"-Mundart (bairisch-österreichisch) mit ihren speziellen bairischen Kennwörtern weist auf eine Besiedlung durch bairische deutsche Stämme hin, wie sie nach 1050, aber vor allem im 12/13. Jahrhundert erfolgte. Die erste urkundliche Erwähnung des Ortes war im Jahre 1390 in der Mährischen Landtafel. Eine Urkunde aus dem Jahre 1046 wurde als Fälschung aus dem 12. Jahrhundert identifiziert. Durch die Ungarneinfälle im Jahre 1463 war der Ort völlig zerstört worden und verödete. Erst am Anfang des 16. Jahrhunderts wurde der Ort neu besiedelt und erscheint 1524 wieder in den Urkunden. In dieser Urkunde wurde der Ort an Sebastian von Weitmühl übergeben.
Im Laufe der Jahrhunderte wurde der Ort durch Kriege immer wieder verwüstet, so dass er bereits 1589 wieder verödete. Zwar entstand der Ort bald wieder, wurde jedoch im Dreißigjährigen Krieg abermals stark zerstört und verödete. In den Kriegsjahr 1637 entstand der Ortsteil Neuhof, wo ein Meierhof errichtet wurde. Im Jahre 1697 erscheint der Ort in den Urkunden des Grafen Althan. Das Dorf gehörte fast immer zur Herrschaft Grusbach. Ab dem Jahre 1710 war Schönau eine selbstständige Gemeinde. Die Matriken werden seit 1676 bei Grusbach und ab 1784 bei Grafendorf. Durch die Revolution 1848/49 und die daraus resultierende Bauernbefreiung kam es zu einem wirtschaftlichen Aufschwung im Dorf, welcher sich durch den Bau der Zuckerfabriken in Grusbach (1851) und Lundenburg (1875) noch erhöhte. In den Jahren 1842 und 1883 wurden Teile des Ortes durch große Brände zerstört. Im Jahre 1880 wurde der Ort an das Bahnnetz angeschlossen und erhielt eine Haltestelle. Durch eine Geldspende Kaiser Franz Josephs I. wurde im Jahre 1905 ein Armenfond eingerichtet. Ab dem Jahre 1910 wurde bei Schönau der Ortsteil Neu-Schönau genannt. In Schönau wurde im Jahre 1911 eine Schule errichtet. Davor waren die Schönauer Kinder in Grusbach und später in Grafendorf eingeschult. Der größte Teil der Einwohner von Schönau lebte von der Vieh- und Landwirtschaft, wobei der in Südmähren seit Jahrhunderten gepflegte Weinbau nur eine untergeordnete Rolle spielte, weshalb die produzierten Weinmengen nie über den Eigenbedarf hinausgingen. Aufgrund des günstigen Klimas wurden neben verschiedenen Getreidesorten, Kartoffeln, Mais, Rüben, Bohnen, Gurken, Zwiebeln, Karotten, Kraut, Kohl, Kirschen Zwetschgen und Weichseln angebaut. Auch die Jagd war mit jährlich 400 geschossenen Hasen und 10 bis 15 Rehen einträglich. Neben dem üblichen Kleingewerbe gab es eine Ziegelei, zwei Mühlen, eine Sparkassa und zwei Schweinehändler im Ort.
Nach dem Ersten Weltkrieg, der 24 Ortsbewohner forderte, zerfiel der Vielvölkerstaat Österreich-Ungarn. Im Winter 1918 wurde der Ort von tschechischen Militäreinheiten besetzt. Der Vertrag von Saint-Germain 1919 erklärte Schönau, dessen Bewohner 1910 zu 94 % Deutschsüdmährer waren, zum Bestandteil der neuen Tschechoslowakischen Republik. Im September 1919 wurde mithilfe des tschechischen Militärs eine Klasse der Volksschule geräumt und für tschechische Kinder beschlagnahmt. Im April 1920 zog die tschechische Schule in ein eigenes Gebäude im Ortsteil Neu-Schönau um. In der Zwischenkriegszeit kam es durch Neubesetzungen von Beamtenposten und Siedlern zu einem massiven Zuzug von Personen tschechischer Nationalität. Gleichzeitig wurden 140 deutsche Beamte aus Schönau in das Innere der Tschechoslowakei versetzt. Nach dem Münchner Abkommen  gehörte der Ort bis 1945 zum Gau Niederdonau. Die Elektrifizierung des Ortes erfolgte im Jahre 1938. Von 1939 bis 1945 wurde Schönau mit der Nachbargemeinde Grafendorf zu der neuen Gemeinde Schöngrafenau vereinigt.
Nach dem Ende des Zweiten Weltkrieges, der 90 Opfer forderte, kam die Gemeinde wieder zur Tschechoslowakei zurück. Bis auf 355 Personen flohen die deutschen Bürger vor den einsetzenden Nachkriegsexzessen oder wurden über die Grenze nach Österreich 'wild' vertrieben. Durch diese Exzesse kam es zu fünf Ziviltoten. Die 'offizielle' Vertreibung der letzten deutschen Bürger erfolgte zwischen dem 22. Juni und dem 18. Oktober 1946 nach Westdeutschland. Das  Vermögen der deutschen Ortsbewohner wurde durch das Beneš-Dekret 108 konfisziert, die katholische Kirche in der kommunistischen Ära enteignet. 12 % der Schönauer wurden in Österreich ansässig. Der Großteil fand in Deutschland eine neue Heimat und sechs Personen wanderten in andere europäische Länder, drei in die USA aus.

## Gemeindegliederung
Für die Gemeinde Šanov sind keine Ortsteile ausgewiesen. Grundsiedlungseinheiten sind Dvůr Anšov (Anschauhof), Emin Zámeček (Emmaschloss), Karlov (Karlhof), Nový Dvůr (Neuhof), Šanov (Schönau) und Šanov-u nádraží (Kolonie am Bahnhof). Zu Šanov gehört zudem die Siedlung Nový Šanov (Neu Schönau).
Das Gemeindegebiet bildet den Katastralbezirk Šanov nad Jevišovkou.

## Wappen und Siegel
Das älteste Siegel des Ortes stammte aus dem 17. Jahrhundert. Es zeigt ein Pflugeisen, umgeben von bogenartig gezogenen Furchen. Die äußerste Begrenzung bildet eine Perlenkette.
Ein zweites Siegel stammt aus dem 18. Jahrhundert. Es zeigt zwischen zwei Perlenkreisen die Umschrift „SIGL.DES.TORF.SSENAU 1758“, dazu im Siegelfeld auf angedeutetem Erdboden einen aufgerichteten Löwen mit einer großen Weintraube in den Vorderpranken. Bei späteren Siegelabbildungen wird der Löwe aber oft fälschlicherweise als Bock dargestellt. Von 1920 bis 1938 führte Schönau einen bildlosen, zweisprachigen Gemeindestempel.

## Bevölkerungsentwicklung
| Volkszählung | Einwohner gesamt | Volkszugehörigkeit der Einwohner | Volkszugehörigkeit der Einwohner | Volkszugehörigkeit der Einwohner |
| Jahr         | Einwohner gesamt | Deutsche                         | Tschechen                        | Andere                           |
| ------------ | ---------------- | -------------------------------- | -------------------------------- | -------------------------------- |
| 1880         | 1215             | 1157                             | 52                               | 6                                |
| 1890         | 1279             | 1274                             | 0                                | 5                                |
| 1900         | 1312             | 1250                             | 57                               | 5                                |
| 1910         | 1459             | 1376                             | 65                               | 18                               |
| 1921         | 1576             | 1295                             | 250                              | 31                               |
| 1930         | 1672             | 1257                             | 393                              | 22                               |

## Sehenswürdigkeiten
- Kapelle zum hl. Rochus, Umbau 1860
- Brünndlkapelle (1831), Umbau 1936
- Weißes Kreuz, hl. Florian (1900)
- Schloß Emmahof in der Hoja (1885)
- Kriegerdenkmal (1924)

## Brauchtum
Reiches Brauchtum bestimmte den Jahreslauf und das Leben der 1945/46 vertriebenen, deutschen Ortsbewohner:
- Der Kirtag fand immer am 7. September statt.